# Hemeroplanes diffusa
Hemeroplanes diffusa är en fjärilsart som beskrevs av Rothschild och Jordan 1903. Hemeroplanes diffusa ingår i släktet Hemeroplanes och familjen svärmare. Inga underarter finns listade i Catalogue of Life.